# Парса, Фаррухру
Эсфа́нд Фаррухру́ Парса́ (перс. اسفند فَرُّخ‌روی پارسای‎; 21 марта 1922, Кум — 8 мая 1980, Тегеран) — иранский политический деятель, врач, педагог, министр образования в 1968–1971 годах и первая женщина-министр Ирана.

## Биография
Родилась в 1922 в Куме. Её мать, Фахре-Афаг Парса, была редактором первого иранского женского журнала «Джахан-е зен» («Мир женщины») и борцом за право женщин на образование. По этой причине она в 1921 году вместе с мужем Фаррухдином Парсой (работник министерства торговли и директором журналов «Иранская палата торговли, промышленности и горнодобывающей промышленности» и «Новая эра»)  была сослана под домашний арест правительством Ахмеда Кавама в город Кум, где и родилась Фаррухру Парса. Через некоторое время новый премьер-министр Хасан Мостоуфи позволил семье вернуться в Тегеран.

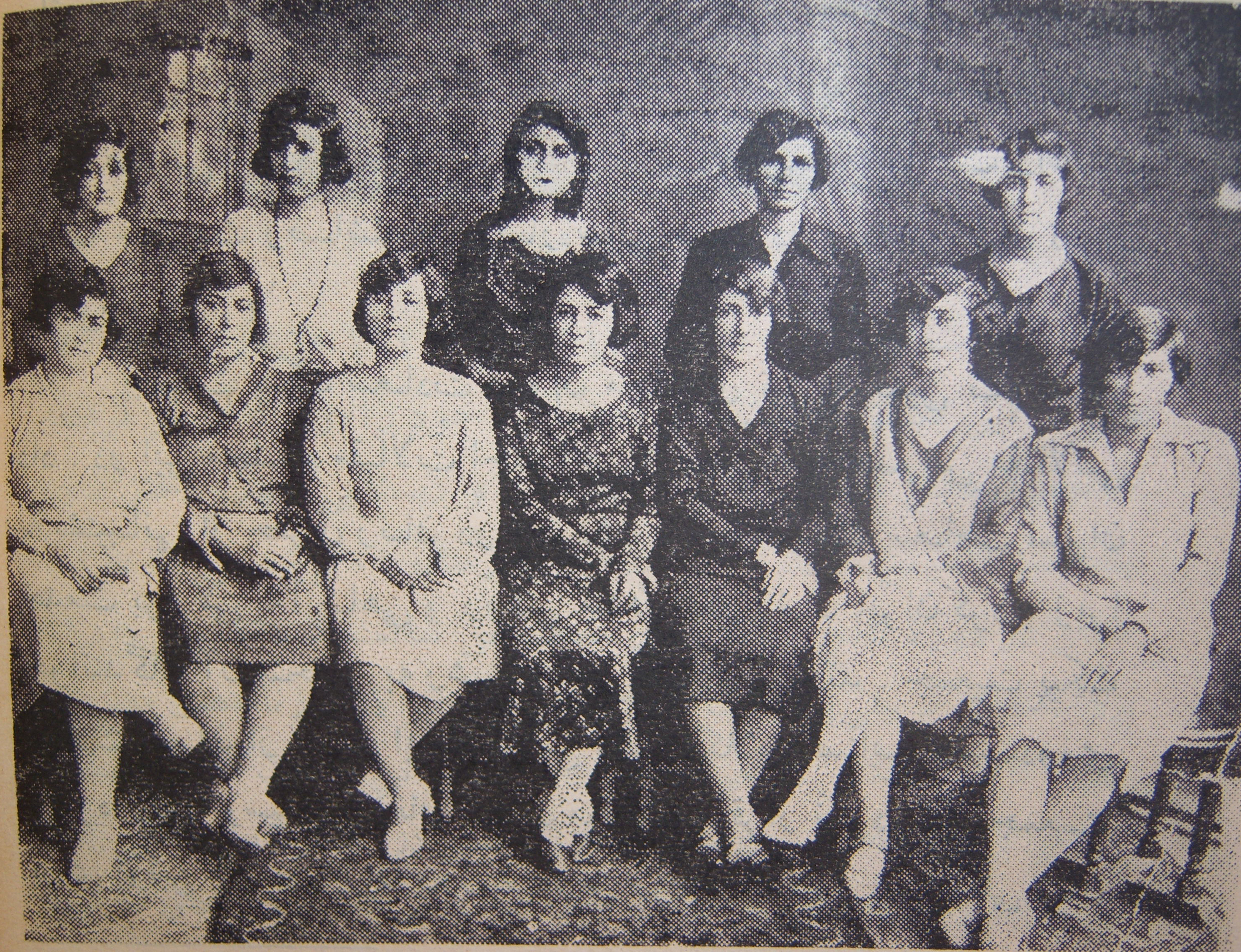
Члены Ассоциации патриотических женщин Ирана в 30-е годы. Крайняя слева сидит Фахре-Афаг Парса

Фаррухру Парса окончила среднюю школу с отличием, затем – Тегеранский колледж по подготовке секретарей, затем получила  высшее образование (бакалавр естественных наук), затем поступила на медицинский факультет Тегеранского университета (прошла специализированный курс по педиатрии и неонатологии), который закончила в 1950 году. Закончив учёбу, устроилась учительницей естествознания и биологии в средней школе имени Жанны д’Арк, где преподавала в том числе будущей императрице Ирана Фарах Дибе.  В свободное от работы время вела уроки для женщин-заключенных в тюрьмах. С 1956 года работала директором средних школ в Тегеране. Ей удалось увеличить число воспитанниц с 110 до 1850, привнести передовые идеи и расширить изучаемые дисциплины.
В 1955 году она и несколько её коллег основали «Культурную женскую ассоциацию» для женских средних школ того времени, а в 1956 году она была избрана одним из членов совета директоров «Совета по сотрудничеству иранских женских обществ». В 1960 году возглавила секретариат Национального университета.
В 1963 году была избрана в парламент Ирана (в числе первых шести женщин-парламентариев) и почти одновременно начала писать петиции шаху Мохаммеду Резе Пехлеви с просьбой дать иранским женщинам права голоса, что было сделано в том же году после всенародного конституционного референдума. В 1965 году она стала заместителем, а в 1968 — министром образования Ирана.
В первый год своего пребывания на посту министра провела реформы по улучшению условий обучения в системе образования. На втором году она ввела в действие закон о социальных услугах для женщин и девочек, согласно которому девочки, особенно из сельской местности, направлялись в образовательные и медицинские учреждения в различных регионах. Также она исключила арабский язык из обязательных предметов средней школы, прекратила практику оценок аттестатов учащихся семинарий и отменила ношение чадры в школах. Эти действия привлекли к ней внимание САВАК, к деятельности которой она также относилась отрицательно. В этот период священнослужители, недовольные назначением женщины на пост министра, вновь выступили с протестами, в ответ на что министр распорядилась включить в учебную программу религиозное образование, изучение Корана и исламскую юриспруденцию. Однако в своей статье об одежде девочек в школах она писала, что школьницы не имеют права носить в школе ничего, кроме официальных мантий. По её мнению, прогресс и образование не имели ничего общего с типом одежды. Она также считала, что женщины должны иметь равенство на всех уровнях общества.
Во время её пребывания на посту министра в 1977 году была внедрена новая система образования, которая просуществовала двенадцать лет и включала пятилетнюю начальную школу, трехлетнюю среднюю школу и четырехлетнюю старшую школу.
В этот период основала несколько женских организаций, таких как Ассоциация женщин-культурологов, Совет по сотрудничеству женских обществ Ирана, Иранская женская организация, Женский Дом, Женский спортивный совет и Иранское университетское женское общество (во время суда над ней эти действия были названы «растратой государственных средств и проявлениями коррупции»).
По иронии судьбы, активные деятели Иранской революции Мохаммад Бехешти, Мохаммад Джавад Бахонар и Мохаммад Али Раджаи получили образование в иранских университетах за счёт министерства образования, в период её пребывания в должности. Именно с её позволения министерство выделило средства на открытие Бехешти Исламской школы в Гамбурге и Бахонаром нескольких духовных школ в Тегеране, оба были её советниками по вопросам подготовки учебников и сотрудниками министерства.
После отставки с поста министра в течение двух лет вела программу о женщинах на Радио Ирана.
Во время Иранской революции находилась в Лондоне. Когда ей советовали не возвращаться в Иран, он заявляла: «Я не сделала ничего, чего стоило бы бояться, и я обязательно вернусь». Однако по возвращении в Иран её пришлось некоторое время прятаться в доме своей дочери и одного из её родственников. 17 февраля 1979 года она была арестована вместе с мужем и сыном. Некоторое время спустя её муж, генерал-лейтенант Ахмад Ширин-Сохен, был освобождён, а она переведена в тюрьму Эвин.
Исламским революционным судом под председательством Мохаммада Мохаммади Гилани обвинялась в  «растрате государственных средств, создании коррупции в Министерстве образования, участии в принятии антинародных законов, превращении системы образования в зависимую от империалистической культуры, содействии проституции в сфере образования, эффективном сотрудничестве с САВАК и изгнании революционных педагогов из Министерства культуры Ирана» и т. д. В своей речи на суде она заявила: «Я сожалею, что против меня были выдвинуты обвинения, не имеющие под собой никаких оснований, и это рассеяло мои мысли. В выдвинутых против меня обвинениях даже подвергли сомнению мою религию, а я должна сказать, что я мусульманка, я родилась шиитом и, если Бог даст, умру шиитом. Что касается разграбления казны, что является моим самым большим обвинением, то я должна сказать, что отрицаю эту проблему, поскольку за всё время моей службы я не занималась финансовыми вопросами и не имела дел со счетами и сбережениями. Эти люди, которые обвинили меня в краже миллионов долларов, должны рассказать мне, как и где я украла эти деньги».
После девяти судебных заседаний суд приговорил её к смертной казни через повешение. 8 мая 1980 года, после того как петля сорвалась, она была расстреляна. Похоронена на кладбище Бехеште-Захра/

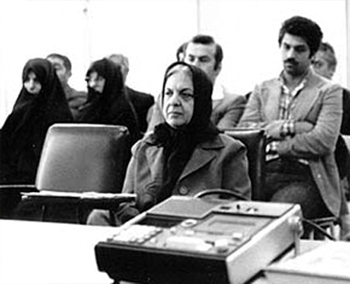
Фарруху Парса на суде в 1979 году

В своём последнем письме, адресованном своим детям, она писала:

Я — врач, поэтому смерти я не боюсь. Смерть — всего лишь мгновение и не более того. Я скорее готова встретить смерть с распростёртыми объятиями, чем жить в позоре, будучи насильно укрытой покрывалом. Я не покорюсь тем, кто ждёт от меня раскаяния в моей полувековой борьбе за равенство мужчин и женщин. Я не готова носить чадру и шагнуть обратно в прошлое.
У меня нет завещания, потому что у меня не так много имущества, а то, что у меня есть, было конфисковано. Я никому ничего не должна, а если кто-то что-то должен мне, пусть знают, что они должны отдать это моим детям. Я знаю и моя совесть спокойна: я не совершала преступлений, приписываемых мне в обвинительном заключении и упомянутых делах. Передайте мой амулет, в котором также находятся чётки, кольцо и часы, моему супругу, чтобы он передал его моей дочери. Суд проводит большую разницу между женщинами и мужчинами, а я надеюсь, что будущее иранских женщин будет лучше. Распределите деньги, которые у меня есть в тюрьме, между заключенными.